# سامسونج أتيف

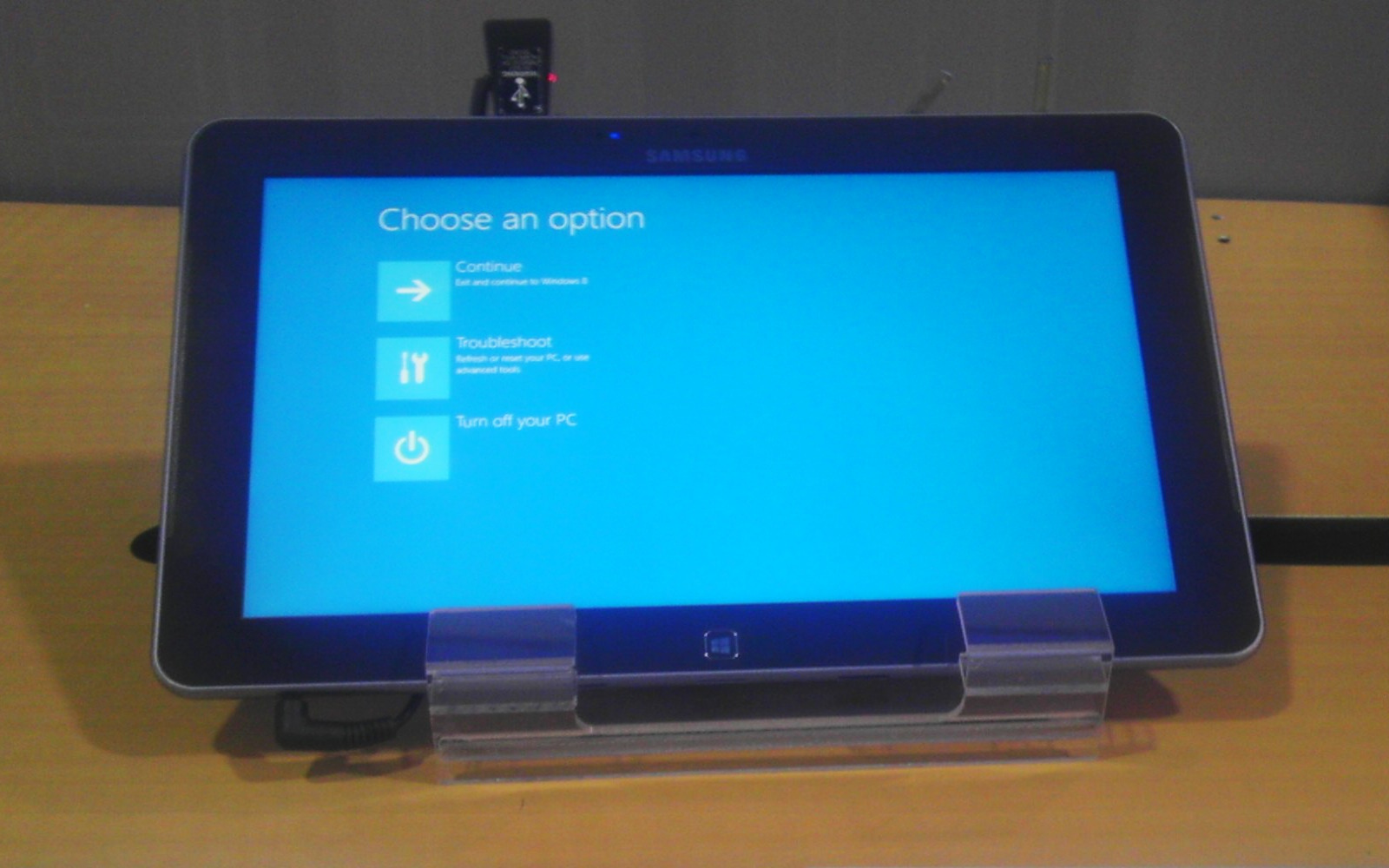

سامسونج أتيڤ (بالإنجليزية: Samsung Ativ)‏ (يُزيَّن بالحروف الكبيرة ATIV) أجهزة محمولة مُنتجة بوساطة سامسونج للإلكترونيات، تعمل بشكل أساسي على أنظمة ويندوز 8 وويندوز آر تي وويندوز فون 8، كلمة Ativ هي معكوس كلمة Vita والتي تعني «الحياة»

## هواتف
- سامسونج أتيف إس
- سامسونج أتيف أوديسي

## انظر أيضًأ
- سامسونج أمنيا
- سامسونج جالكسي